# Medicinske klasifikacije
Medicinske klasifikacije su međunarodno priznati dijagnostički sustav, objavljen od Svjetske zdravstvene organizacije.

## Opis
Postoji više klasifikacijskih sustava koji se odnose na oboljenja i procedure s kojima se susrećemo u svakodnevnoj praksi. Već je uobičajeno da se rutinski primjenjuje Deseta revizija MKB klasifikacije (MKB-10) gdje su oboljenja i stanja predstavljena alfanumeričkim trocifrenim ili četvorocifrenim kodom. ICD-10 Procedure Coding System (ICD-10-PCS) dio je ove klasifikacije koji se primjenjuje za kodiranje procedura. Najnovija inačica uvodi takozvano alfanumeričko kodiranje te ostavlja prostor za dodavanje novih kodova ako je to potrebno. Kodovi iz ove klasifikacije se upotrebljavaju u DRG klasifikacijskom sustavu za kreiranje potrebnih kodova shodno pravilima koja su utvrđena za ovu klasifikaciju.
MKB-10 (međunarodna klasifikacija bolesti i srodnih zdravstvenih problema engl. International Classification of Diseases, ICD), klasifikacija je, koja je kod nas i u svijetu našla široku primjenu. Postoji potreba za kvalitetnim pokazateljima s područja mortalitetne i morbiditetne statistike (4 ,21). Upravo uporaba četveroznakovne šifre MKB-10 je bolja i preciznija od dijagnoze na latinskom ili nekom drugom jeziku.)
Začetak ovog medicinskog klasifikacijskog sustava je u 1900. godini, a danas je u uporabi deseta revizija (ICD-10) koju je 1992. godine objavila Svjetska zdravstvena organizacija.
MKB predstavlja tipičnu hijerarhijsku klasifikaciju. Sve medicinske bolesti, stanja i postupci u prvom su nivou klasifikacije podijeljeni na 21 kategoriju, pretežno prema etiologiji (npr. zarazne bolesti, zloćudne novotvorine, ozljede i otrovanja) i anatomskom sustavu (npr. bolesti probavnog sustava, bolesti urogenitalnih organa). U sljedećim razinama podjele glavne se kategorije dalje hijerarhijski dijele sve do definiranja egzaktnih dijagnoza.
Šifra MKB-10 je alfanumerička oznaka koja se sastoji od četiri polja, od kojih je prvo polje slovno, preostala tri polja su brojčana, a zadnje je polje od ostalih odijeljeno točkom. Troznakovne kategorije MKB-10 šifriraju sve osnovne skupine dijagnoza bolesti, stanja i postupaka, a četveroznakovne kategorije šifriraju zadnju razinu podjela bolesti, stanja i postupaka. 
Brojčani dio šifre odgovara sustavu serijskog šifriranja s unaprijed zadanim rasponom brojeva, što omogućuje buduća proširenja i promjene bez korjenite izmjene šifrarnika.
CD-10 Procedure Coding System (ICD-10-PCS) samostalni je sustav za kodiranje procedura. Ne postoji druga međunarodna klasifikacija koja bi se mogla usporediti ili s kojom je u relaciji. Sustav je uređen tako da komprimira opise procedura u kȏd sastavljen od sedam karaktera. 
ICD-10-PCS je klasifikacijski, odnosno sustav za grupiranje procedura.

### DRG
Diagnosis-Related Group je sustav koji klasificira sve bolničke slučajeve u oko 500 skupina. DRG se zasniva na "grupiranju" utemeljeno na MKB dijagnozi, proceduri, starosti i spolu te prisustvu komorbiditeta. Svrha sustava je da procijeni koliko se u pojedinim bolnicama plaća za istu uslugu jer se očekuje da iste bolesti trebaju koštati isto u različitim zdravstvenim ustanovama. DRG se može dalje grupirati u Glavne dijagnostičke kategorije "The Major Diagnostic Categories (MDCs)". 
Ove su kategorije formirane na osnovi podjele na sve moguće glavne dijagnoze iz MKB klasifikacije i dijele se međusobno u 25 ekskluzivnih dijagnostičkih područja. Svaka dijagnoza iz pojedine MDC bi odgovarala jednom organskom sustavu ili jednoj etiologiji bolesti. MDC 1 do MDC 23 su povezani s posebnim medicinskim specijalnostima ovisno od glavne dijagnoze.  Postoji nekoliko različitih sustava koji su razvijeni u SAD-u i u svijetu. 
Postoji više varijanti ove klasifikacije prilagođenih potrebama pojedinih zemalja. Najpoznatije su one koje se primjenjuju u Australiji (AN-DRG) i Sjedinjenim Američkim Državama (HCFA-DRG), a Njemačka vlada implementira ovaj klasifikacijski sustav za praćenje pacijenata u skladu s najnovijoj reformom zdravstvenog sustava (G-DRG).
Osnovna ideja ove klasifikacije bila je da se identificira bolnički output bolnica, oboljenja su svrstana u različite klase prema sličnosti oboljenja i pruženom tretmanu i potrošnji materijala, te drugim troškovima vezanim uz liječenje pacijenata. DRG sustav je fokusiran na usluge koje bolnica pruža, a koje se tretiraju kao finalni proizvod bolnice. Vrsta usluga je u relaciji sa specifičnim oboljenjem. 

### AN-DRG
The Australian National Diagnosis Related Groups (AN-DRG) klasifikacija je razvijena od strane  Australian Casemix Clinical Committee (ACCC). Cilj klasifikacija bio je osiguranje Case mixa za pacijente koji su hospitalizirani u bolnicama u Australiji. Ova klasifikacija obuhvaća:
- Opis po organskim sustavima
- Separaciju medicinskih i kirurških procedura
- Opis hijerarhije procedura, medicinskih problema i drugih problema koji mogu utjecati na različitost procedura liječenja i njege pacijenata.

Da bi se osigurala klinička koherentnost uložen je napor da se svaka epizoda pružanja medicinskih usluga svrsta u jednu od 23 glavne dijagnostičke kategorije (Major Diagnostic Categories odnosno MDCs). To znači da se svaka epizoda pružanja medicinskih usluga svrstava u određenu skupinu na osnovi glavne dijagnoze. Međutim, ima slučaja kada postoji izuzetak od ovog pravila. U slučaju postojanja sekundarnih dijagnoza kao što su HIV infekcija, multipla trauma, paraplegija ili kvadriplegija ova dijagnoza se uzima u obzir pri odabiru skupine. Druga se skupina odnosi na novorođenčad koja su svrstana u kategoriju "Newborns and Other Neonates".
Kad se pacijentu dodjeli odgovarajuća skupina, određujemo hoće li će se na pacijentu primijeniti značajnija kirurška procedura. Na osnovu toga pacijent se uključuje u medicinsku ili kiruršku skupinu unutar glavnih dijagnostičkih kriterija. Ako se planira više postupaka odabire se posebna hijerarhija već prije utvrđenih procedura.
Ovo se odnosi na skupine blisko povezanih kirurških procedura ili na skupine blisko povezanih medicinskih dijagnoza. Ove skupine se ponekad odnose na više DRG-a i u tim slučajevima su faktori kao što su starost pacijenta, prisustvo komplikacija ili komorbiditeta uzeti u obzir. Ovo se posebno odnosi na inačicu 3.0. Ovim se uvodi i faktor koji se odnosi na težinu oboljenja (više komplikacija ili komorbiditeta bi činili bolest težom). Ovo se odnosi i na kliničke i nekliničke faktore.
Neke kategorije imaju u sebi sadržanih više medicinskih, a neke više kirurških skupina. 

### SNOMED CT
SNOMED CT se odlikuje razumljivom kliničkom terminologijom koja obuhvaća bolesti, nalaze fizikalnih pregleda i procedura. Omogućeno je adekvatno indeksiranje pojmova od strane različitih specijalista i na različitim lokacijama. Ova klasifikacija omogućava da se medicinski zapis kompjutorizira, reducira varijacije načina na koji se ista oboljenja s više naziva upisuju u bazu podataka, pojednostavljen je način kodiranja podataka. 
Postoji nekoliko primjera upoabe SNOMED CT klasifikacije kao što su elektronski medicinski zapis, obrasci pojedinih oboljenja, laboratorijski izvještaji, izvještaji iz operacijske sale, genetičke baze podataka, kirurške procedure i slično.
Pacijenti se tretiraju na više načina tijekom pružanja zdravstvenih usluga. Mnoge zdravstvene ustanove imaju teškoće u razmjeni informacija unutar zdravstvene ustanove i između zdravstvenih ustanova. Nemogućnost pristupa informacijama iz elektronskog zdravstvenog zapisa pacijenta može biti limitirajući faktor u nastojanju da se pacijentu pruži najbolja njega. Zdravstvena njega postaje sve kompleksnija, a još uvijek prevladavaju medicinski zapisi na papiru. 
Osnovni pojam u SNOMED-u je jedinica značenja (Unit of meaning) koja ima jedinstveni numerički kod, jedinstveno ime, skup termina koji je opisuju, jedan pojam koji se preferira i skup sinonima koji se također rabe za označavanje ove jedinice. 
Postoje dva identifikatora za svaku proceduru i pojam. Svaka procedura ima jedan kȏd, međutim, uz jedan kȏd se veže jedan ili više Description ID. S obzirom na to da se za identičnu proceduru može naći i po nekoliko sinonima, vezivanje različitih termina koji nedvojbeno označavaju isti pojam je jedini način da se ove identične procedure označene različitim termina prepoznaju kao jedna. Laparoskopska holecistektomija i Endoskopska holecistektomija su vezane uz isti kod "78105".
Deskriptivni identifikator Y21xQ označava endoskopsku holecistektomiju, a Y21xR predstavlja laparoskopsku holecistektomiju. S obzirom na to da se radi o istoj proceduri različiti nazivi procedure neće predstavljati problem prilikom obrade podataka ili razmjene podataka ako različite ustanove preferiraju različite termine.
Često postoji više načina na koji opisujemo isti pojam u medicini. Tako možemo miokardijalni infarkt označiti i kao srčani udar, infarctus myocardi, srčani infarkt i slično. Svi ovi termini se nesumnjivo odnose na isti pojam. Međutim, s informatičkog stanovišta ovi pojmovi će biti prepoznati od strane kompjutera kao potpuno različiti pojmovi iako su oni u suštini identični. Ovo je razlog zbog kojega mi trebamo standardiziranu terminologiju.
International Classification of Health Interventions je klasifikacija kreirana od strane Australian National Centre for Classification in Health (NCCH) kao prijedlog za internacionalnu klasifikaciju procedura prije svega namijenjenu zemljama koje nemaju klasifikaciju procedura. Ona treba biti osnov za upoređivanje ovih zemalja sa zemljama u kojim su druge sofisticiranije procedure u uporabi. 
ICHI sadrži 1421 numeriranu klasu intervencija u zdravstvu. Gotovo su sve klase grupirane oko sljedećih osovina: organskih sustava i specijalnosti, anatomske pozicije ili tipa procedure. Klase su kodirane popisom brojeva od 1 do 1421 bez mogućnosti ubacivanja novih klasa.
Procedure mogu biti manje ili više specifične kao naprimjer:
555 Transplantacija pluća
954 Reparativne procedure na jetri
Kȏd 954 osim procedura sutura jetre podrazumijeva i transplantaciju jetre.
Sintetička deskripcija termina podrazumijeva više hijerarhijskih nivoa kao što je sljedeći primjer
X. Procedure na digestivnom sustavu
Jetra (anatomsko mjesto)
Excisio (tip procedure)
953 Excisio- procedure na jetri